# Rod Fanni
Rod Fanni, né le 6 décembre 1981 à Martigues, dans le département des Bouches-du-Rhône, est un footballeur international français qui joue au poste de défenseur central ou latéral droit.

## Carrière en club

### Débuts au FC Martigues
La famille de Rod Fanni est originaire du Bénin. Né à Martigues, il commence sa carrière de footballeur dans le club de sa ville natale, en National, puis en Ligue 2, tout en poursuivant ses études. Il prépare ainsi un BEP, puis un Baccalauréat sciences et technologies industrielles, avant de signer son premier contrat professionnel. En 1999-2000, le FC Martigues finit vice champion derrière l'AS Beauvais et monte en Division 2.
Il joue son premier match de Division 2 le 29 juillet 2000 à Châteauroux en entrant en jeu à la 81e minute. Il participe à plus de 30 matchs cette saison-là tout comme la saison suivante.

### RC Lens
Rod Fanni est transféré au RC Lens en 2002, où il dispute ses premiers matches dans le championnat de France et ses premières rencontres européennes, en Ligue des champions puis en Coupe UEFA,. Il joue son premier match sous le maillot lensois lors de la 6e journée de Ligue 1 face à Lyon. Pour sa première saison en Ligue 1, il participe à deux rencontres de championnat. La saison suivante, il gagne du temps de jeu et prend part à vingt-sept rencontres toutes compétitions confondues.
Mais il doit faire face à la concurrence à son poste et lors de la saison 2004-2005, le club décide de l’envoyer en prêt à La Berrichonne de Châteauroux, qui évolue en Ligue 2 et où il fait une saison pleine. Il joue son premier match lors de la seconde journée de Ligue 2 contre Lorient. De retour à Lens au terme de la saison, il n'est pas conservé.

### OGC Nice
Le défenseur est recruté par l'OGC Nice en juin 2005. Dès sa première saison, il joue régulièrement et participe au parcours en Coupe de la Ligue où l'OGC Nice atteint la finale avant de s'incliner face à l'AS Nancy lors de laquelle Rod Fanni est titulaire et remplacé à dix minutes du terme alors qu'il avait écopé d'un avertissement.
C'est à Nice qu'il joue sa première saison pleine de Ligue 1 en comptabilisant 36 matchs lors de la saison 2006/2007 avant d'être transféré au Stade rennais pour 3,5 millions d'euros. Durant ses deux saisons sur la Côte d'Azur, Fanni prend part à 65 matchs toutes compétitions confondues dont le premier à Lille le 17 septembre 2005.

### Stade rennais

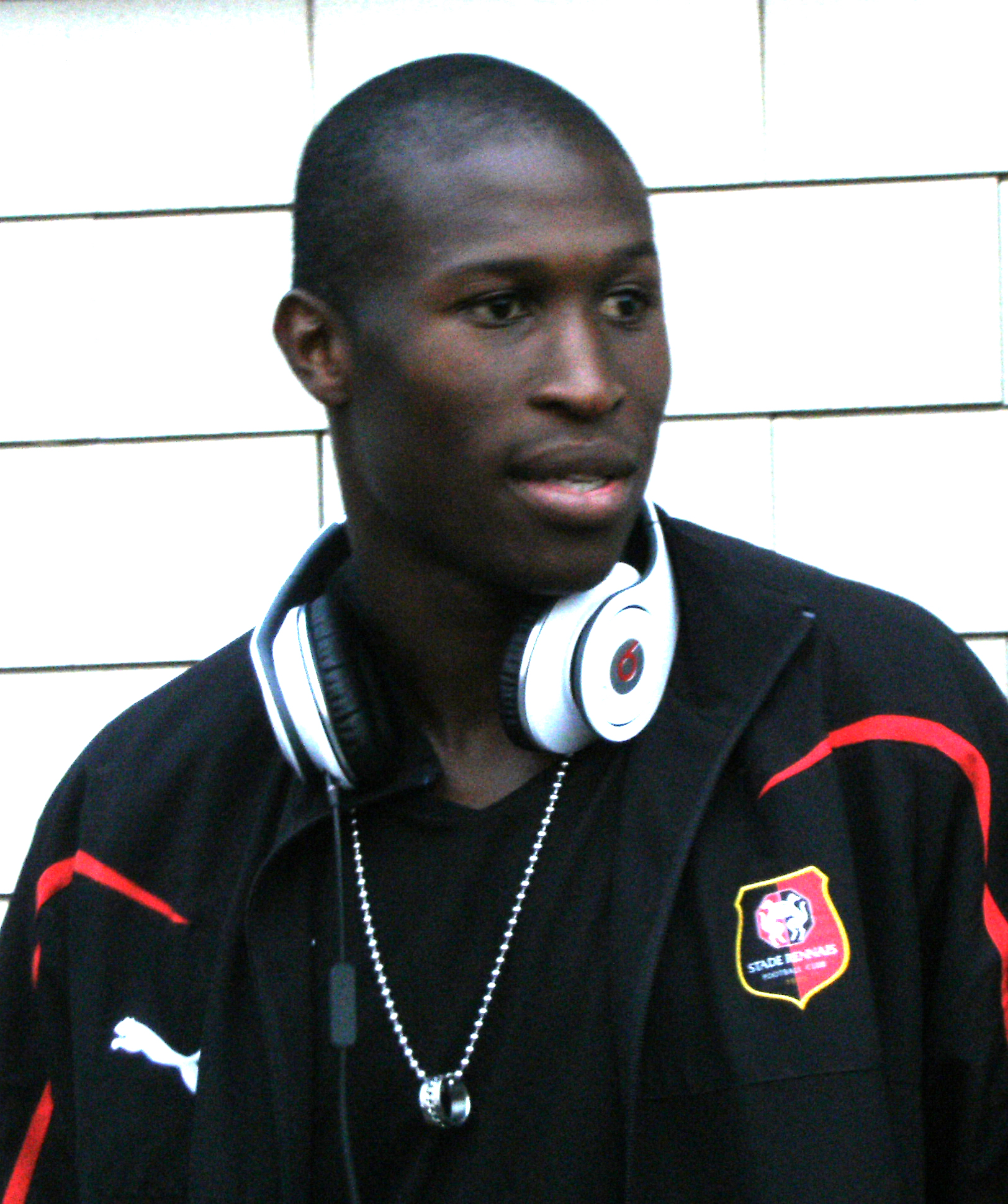
Rod Fanni avec le Stade rennais en 2010.

En juillet 2007, il signe un contrat de quatre ans en faveur du Stade rennais, qui cherche un remplaçant au néerlandais Mario Melchiot. Il joue son premier match sous ses nouvelles couleurs le 4 août 2007 face à l'AS Nancy.En mars 2008, il est victime d'une fracture de la malléole interne de la cheville droite qui met fin à sa saison. Le club termine à la 6e place du championnat et se qualifie pour la Coupe Intertoto.
En octobre 2008, il connaît sa première sélection avec l'équipe de France en jouant un match amical contre la Tunisie. Le 9 novembre suivant, il inscrit le premier but de sa carrière en Ligue 1 contre l'AS Saint-Étienne. Au terme de cette saison, il est finaliste de la coupe de France où il joue l'intégralité de la rencontre mais son équipe s'incline face à Guingamp.
Titulaire indiscutable au sein de l'effectif breton, il prend part à l'intégralité des rencontres de championnat lors de la saison 2009-2010, fait assez rare pour un joueur de champ.

### Olympique de Marseille

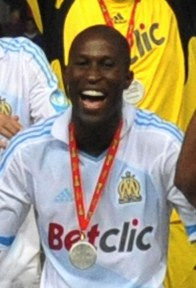
Rod Fanni lors de sa victoire au Trophée des champions 2011.

Le 16 décembre 2010, il signe un contrat de deux ans et demi avec l'Olympique de Marseille, la transaction s'élevant à quatre millions d'euros. Le club phocéen l'ayant recruté hors période du marché des transferts, il vient en tant que joker à la suite de la grave blessure du défenseur espagnol César Azpilicueta, victime d'une rupture des ligaments croisés du genou gauche,,. Il dispute son premier match sous le maillot olympien trois jours plus tard, en tant que titulaire dans le choc face à l'olympique lyonnais. Titulaire indiscutable, il prend part à vingt-trois rencontres lors de cette seconde partie de saison et remporte la coupe de la Ligue 2011 un but à zéro contre le Montpellier HSC.
La saison 2011-2012 commence fort, le club ayant terminé second, il affronte le Lille OSC, auteur d'un doublé coupe-championnat lors du Trophée des champions 2011 et remporte le match sur un score fleuve de cinq buts à quatre dans un match complètement fou. Qualifié en 8e de finale de la Ligue des champions, le club élimine l'Inter Milan avant de s'incliner contre le Bayern Munich en quart de finale. Peu de temps après, il remporte une seconde Coupe de la Ligue lors de la prolongation contre l'olympique lyonnais. Le 13 mai 2012, il marque son premier but sous le maillot olympien face à Auxerre.
Mis à l'écart lors du début de saison 2014-2015, il dispute son premier match de la saison en tant que titulaire le 14 septembre 2014 lors de la 5e journée de championnat face à l'Evian TG. Après vingt secondes de jeu, il délivre une passe décisive pour André-Pierre Gignac. Jérémy Morel lui étant préféré, il devra attendre la blessure de celui-ci et la 12e journée pour retrouver une place de titulaire. Après plusieurs prestations convaincantes, il marque son premier but de la saison lors de la 15e journée, le 28 novembre 2014, face au FC Nantes. Son dernier but remontait au 16 février 2012, lors de la 25e journée de Ligue 1 face à Valenciennes.
Le 1er avril 2015, il confirme son départ de l'OM en fin de saison en déclarant que le match face au PSG du 5 avril sera son dernier classique.
Le 23 mai 2015, il joue son dernier match sous le maillot phocéen lors de la dernière journée de Ligue 1 contre le SC Bastia (3-0). Après une inter-saison difficile début 2014-2015, il participe activement à la saison des olympiens avec 29 matchs pour deux buts. L'OM rate le podium de peu et termine le championnat à la 4e position. En fin de contrat avec l'OM en juin 2015 et alors que son entraîneur souhaite le garder, il ne prolongera pas son contrat.

### Al-Arabi SC
Malgré la proposition de prolongation de l'Olympique de Marseille, Rod Fanni préfère quitter le club phocéen et rejoint l'Al-Arabi SC le 11 juillet 2015. Deux mois plus tard, il joue son premier match officiel avec le club qatari lors de la première journée de championnat puis marque pour la première fois dans le championnat qatari deux semaines plus tard contre le Qatar SC.
Le 1er février 2016, il est prêté au Charlton AFC jusqu'à la fin de la saison. Lors de la seconde partie de saison, il prend part à quatorze rencontres toutes compétitions confondues.

### Retour à Marseille
Le 31 août 2016, un peu plus d'un an après son départ, Rod Fanni retourne à l'Olympique de Marseille, à 34 ans. Pour cette première année de retour, il participe à vingt-huit matchs de championnat et quatre de coupe. Le club termine la saison à la cinquième place.
Après une première partie de saison 2017-2018 sans une seule minute de jeu, et n'entrant plus dans les plans de Rudi Garcia, il est officiellement libéré de son contrat le 19 février 2018.
En 2022, le magazine So Foot le classe dans le top 1000 des meilleurs joueurs du championnat de France, à la 596e place.

### Impact de Montréal
Le 5 mars 2018, il rejoint l'équipe de l'Impact de Montréal entraînée par Rémi Garde. Il joue son premier match sous ces nouvelles couleurs le 17 mars 2018 lors d'une victoire un but à zéro contre le Toronto FC pour le compte de la 3e journée de Major League Soccer. Sous contrat jusqu'à la fin du mois de juin dans un premier temps, il signe une prolongation jusqu'à l'issue de la saison 2018 le 4 juillet. Sous sa gouverne, la défense montréalaise se renforce mais l'équipe ne parvient pas à se qualifier pour les séries éliminatoires. Afin de respecter les règles de restriction de masse salariale propre à la MLS, son contrat n'est pas renouvelé quand la saison 2019 débute, l'Impact préférant garder son compatriote Bacary Sagna.
Pourtant, le 26 août 2019, l'Impact de Montréal annonce son retour au club, pour les derniers matchs de la saison 2019, puis reconduit son contrat pour la saison 2020. Cependant, Rod Fanni arrive en fin de contrat à l'issue de la saison 2020 et le club ne montre aucun intérêt à le prolonger lorsqu'il fait ses annonces contractuelles le 27 novembre.

## En sélection
Durant la saison 2002-2003, Rod Fanni est appelé par Raymond Domenech, alors sélectionneur de l'équipe de France espoirs, afin de disputer deux rencontres amicales. Fanni est titulaire et inscrit un but lors du match amical face à la Serbie, et entre en jeu en seconde période face à la République tchèque. Il est rappelé dans le groupe à l'occasion de deux matchs qualificatifs pour le Championnat d'Europe espoirs et les Jeux olympiques, mais n'entre pas en jeu.
En 2007, il refuse les sollicitations de la sélection béninoise.
Après avoir été retenu à quatre reprises dans le groupe, Rod Fanni fait ses grands débuts en tant que titulaire en équipe de France A le 14 octobre 2008 lors du match amical contre la Tunisie. Fanni profite ainsi des forfaits de Willy Sagnol, François Clerc et Bacary Sagna au poste de latéral droit. Il honore sa seconde sélection le 19 novembre 2008 contre l'Uruguay en disputant l'intégralité de la rencontre.
Le 11 mai 2010, il fait partie de la liste des trente joueurs présélectionnés par Raymond Domenech en vue de la Coupe du monde 2010, mais il en est écarté six jours plus tard, de même que ses coéquipiers Jimmy Briand et Yann M'Vila.

## Statistiques
| Saison                | Club                   | Championnat           | Championnat | Championnat | Coupe nationale | Coupe nationale | Coupe de la Ligue | Coupe de la Ligue | Supercoupe | Supercoupe | Compétition(s) continentale(s) | Compétition(s) continentale(s) | Compétition(s) continentale(s) | France | France | Total | Total |
| Saison                | Club                   | Division              | M.          | B.          | M.              | B.              | M.                | B.                | M.         | B.         | Comp.                          | M.                             | B.                             | M.     | B.     | M.    | B.    |
| 1999-2000             | FC Martigues           | National              | 5           | 1           | -               | -               | -                 | -                 | -          | -          | -                              | -                              | -                              | -      | -      | 5     | 1     |
| 2000-2001             | FC Martigues           | Division 2            | 30          | 0           | 1               | 1               | 1                 | 0                 | -          | -          | -                              | -                              | -                              | -      | -      | 32    | 1     |
| 2001-2002             | FC Martigues           | Division 2            | 30          | 0           | -               | -               | 1                 | 0                 | -          | -          | -                              | -                              | -                              | -      | -      | 31    | 0     |
| Sous-total            | Sous-total             | Sous-total            | 66          | 1           | 1               | 1               | 2                 | 0                 | -          | -          | -                              | -                              | -                              | -      | -      | 69    | 2     |
| 2002-2003             | RC Lens                | Ligue 1               | 12          | 0           | -               | -               | -                 | -                 | -          | -          | C1+C3                          | 1+1                            | 0+0                            | -      | -      | 14    | 0     |
| 2003-2004             | RC Lens                | Ligue 1               | 21          | 0           | 2               | 0               | -                 | -                 | -          | -          | C3                             | 4                              | 1                              | -      | -      | 27    | 1     |
| Sous-total            | Sous-total             | Sous-total            | 33          | 0           | 2               | 0               | -                 | -                 | -          | -          | -                              | 6                              | 1                              | -      | -      | 41    | 1     |
| 2004-2005             | LB Châteauroux (prêt)  | Ligue 2               | 33          | 1           | 1               | 0               | 1                 | 0                 | -          | -          | C3                             | 1                              | 0                              | -      | -      | 36    | 1     |
| 2005-2006             | OGC Nice               | Ligue 1               | 21          | 0           | 1               | 0               | 5                 | 0                 | -          | -          | -                              | -                              | -                              | -      | -      | 27    | 0     |
| 2006-2007             | OGC Nice               | Ligue 1               | 36          | 0           | 2               | 0               | -                 | -                 | -          | -          | -                              | -                              | -                              | -      | -      | 38    | 0     |
| Sous-total            | Sous-total             | Sous-total            | 57          | 0           | 3               | 0               | 5                 | 0                 | -          | -          | -                              | -                              | -                              | -      | -      | 65    | 0     |
| 2007-2008             | Stade rennais FC       | Ligue 1               | 28          | 0           | 2               | 0               | -                 | -                 | -          | -          | C3                             | 5                              | 0                              | -      | -      | 35    | 0     |
| 2008-2009             | Stade rennais FC       | Ligue 1               | 37          | 2           | 6               | 0               | -                 | -                 | -          | -          | CI+C3                          | 2+4                            | 0+1                            | 3      | 0      | 52    | 3     |
| 2009-2010             | Stade rennais FC       | Ligue 1               | 38          | 0           | 1               | 0               | -                 | -                 | -          | -          | -                              | -                              | -                              | 1      | 0      | 40    | 0     |
| 2010-2011             | Stade rennais FC       | Ligue 1               | 11          | 0           | -               | -               | -                 | -                 | -          | -          | -                              | -                              | -                              | 1      | 0      | 12    | 0     |
| Sous-total            | Sous-total             | Sous-total            | 114         | 2           | 9               | 0               | -                 | -                 | -          | -          | -                              | 11                             | 1                              | 5      | 0      | 139   | 3     |
| 2010-2011             | Olympique de Marseille | Ligue 1               | 19          | 0           | -               | -               | 2                 | 0                 | -          | -          | C1                             | 2                              | 0                              | -      | -      | 23    | 0     |
| 2011-2012             | Olympique de Marseille | Ligue 1               | 29          | 1           | 3               | 0               | 3                 | 0                 | 1          | 0          | C1                             | 5                              | 0                              | -      | -      | 41    | 1     |
| 2012-2013             | Olympique de Marseille | Ligue 1               | 33          | 2           | 2               | 0               | 1                 | 0                 | -          | -          | C3                             | 9                              | 1                              | -      | -      | 45    | 3     |
| 2013-2014             | Olympique de Marseille | Ligue 1               | 15          | 0           | 1               | 0               | 1                 | 0                 | -          | -          | C1                             | 4                              | 0                              | -      | -      | 21    | 0     |
| 2014-2015             | Olympique de Marseille | Ligue 1               | 27          | 2           | 1               | 0               | 1                 | 0                 | -          | -          | -                              | -                              | -                              | -      | -      | 29    | 2     |
| Sous-total            | Sous-total             | Sous-total            | 130         | 5           | 7               | 0               | 8                 | 0                 | 1          | 0          | -                              | 20                             | 1                              | -      | -      | 166   | 6     |
| 2015-2016             | Al-Arabi Sports Club   | Qatar SL              | 15          | 1           | -               | -               | -                 | -                 | -          | -          | -                              | -                              | -                              | -      | -      | 15    | 1     |
| 2015-2016             | Charlton AFC (prêt)    | Championship          | 14          | 0           | -               | -               | -                 | -                 | -          | -          | -                              | -                              | -                              | -      | -      | 14    | 0     |
| 2016-2017             | Olympique de Marseille | Ligue 1               | 27          | 1           | 3               | 1               | 1                 | 0                 | -          | -          | -                              | -                              | -                              | -      | -      | 31    | 2     |
| 2018                  | Impact de Montréal     | MLS                   | 26          | 1           | 1               | 0               | -                 | -                 | -          | -          | -                              | -                              | -                              | -      | -      | 27    | 1     |
| 2019                  | Impact de Montréal     | MLS                   | 3           | 0           | 0               | 0               | -                 | -                 | -          | -          | -                              | -                              | -                              | -      | -      | 3     | 0     |
| 2020                  | Impact de Montréal     | MLS                   | 14          | 0           | 0               | 0               | -                 | -                 | -          | -          | LCC                            | 3                              | 0                              | -      | -      | 17    | 0     |
| Sous-total            | Sous-total             | Sous-total            | 43          | 1           | 1               | 0               | -                 | -                 | -          | -          | -                              | 3                              | 0                              | -      | -      | 47    | 1     |
| Total sur la carrière | Total sur la carrière  | Total sur la carrière | 532         | 12          | 27              | 2               | 17                | 0                 | 1          | 0          | -                              | 41                             | 3                              | 5      | 0      | 623   | 17    |

### Liste des matches internationaux
|    | Date             | Lieu                                           | Adversaire | Résultat | Compétition                | Notes       |
| -- | ---------------- | ---------------------------------------------- | ---------- | -------- | -------------------------- | ----------- |
| 1. | 14 octobre 2008  | Stade de France, Saint-Denis, France           | Tunisie    | 3 - 1    | Amical                     | Titulaire . |
| 2. | 19 novembre 2008 | Stade de France, Saint-Denis, France           | Uruguay    | 0 - 0    | Amical                     | Titulaire.  |
| 3. | 2 juin 2009      | Stade Geoffroy-Guichard, Saint-Étienne, France | Nigeria    | 0 - 1    | Amical                     | Titulaire.  |
| 4. | 14 octobre 2009  | Stade de France, Saint-Denis, France           | Autriche   | 3 - 1    | Qualification Mondial 2010 | Titulaire.  |
| 5. | 11 août 2010     | Ullevaal Stadion, Oslo, Norvège                | Norvège    | 2 - 1    | Amical                     | Titulaire.  |

## Palmarès

### En club
Lors de la saison 1999-2000, Rod Fanni est vice-champion de France de National avec le FC Martigues. Quelques années plus tard, il est finaliste de la Coupe de la Ligue 2006 avec l'OGC Nice mais s'incline en finale face à l'AS Nancy-Lorraine (2-1). En 2009, il est finaliste de la Coupe de France avec le Stade rennais mais s'incline en finale face à un autre club breton, l'En Avant de Guingamp (2-1).
C'est à l'Olympique de Marseille qu'il soulève ses premiers trophées en remportant la Coupe de la Ligue à deux reprises en 2011 face au Montpellier HSC (1-0) et en 2012 face à l'Olympique lyonnais (1-0). Il remporte également le Trophée des champions 2011 face à Lille sur le score de cinq buts à quatre. Avec l'OM, il est également vice-champion de France 2011 et 2013, respectivement derrière le LOSC Lille et le Paris Saint-Germain.

### Distinction personnelle
Il est membre de l'équipe type de Ligue 1 en 2009 et 2010 alors qu'il évolue au Stade rennais.